# Juri Tetzlaff

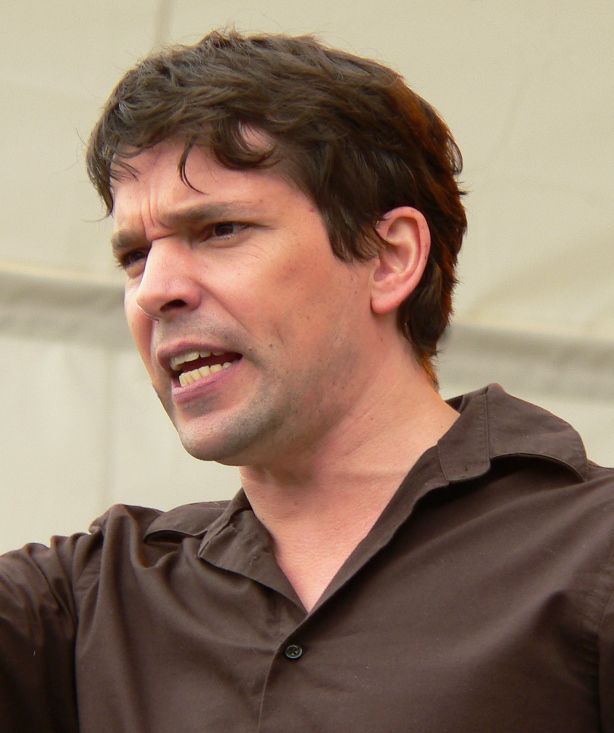
Juri Tetzlaff (2011)

Juri Tetzlaff (* 13. Juli 1972 in Karlsruhe) ist ein deutscher Fernsehmoderator.

## Karriere
Tetzlaff wuchs als Sohn zweier Musiker auf. Sein Vater ist ein Cellist aus Hessen, seine Mutter ist eine französische Sängerin und spielt Querflöte. Er ging im Karlsruher Stadtteil Grünwettersbach in die Grundschule und absolvierte sein Abitur auf dem Markgrafen-Gymnasium im Stadtteil Durlach. Seine Fernsehkarriere begann er als Praktikant bei der ZDF-Jugendsendung X Base. Nach einigen Tätigkeiten bei verschiedenen Fernsehproduktionen übernahm er die Moderation des Computer-Magazins X-Base. Im ZDF moderierte er außerdem von Sommer 1995 bis Sommer 1999, unter anderem mit Eva Habermann, Anke Kortemeier und Singa Gätgens, die Sendung Ferienfieber.
Seit der Eröffnung des Kindersenders KiKA am 1. Januar 1997 gehört Tetzlaff zum festen Moderatorenstamm. Hier arbeitet er als Reporter und Moderator in den Sendungen Trickboxx, Baumhaus (kurz vor dem Sandmännchen von 18:50 bis 19 Uhr, im Wechsel mit Singa Gätgens) und Mit-Mach-Mühle, sowie auch bei aktuellen Ereignissen KI.KA Spezial. Des Weiteren war Juri Tetzlaff in zwei Folgen der Kinderserie Schloss Einstein zu sehen und moderierte von 1997 bis 2001 die Sendung Aktiv Boxx und von 2001 bis 2004 die Sendung Kikania. Außerdem präsentierte er die Versteckte-Kamera-Show für Kinder Auweia!.
Tetzlaff hat mehrere CDs aufgenommen, darunter eine Neuaufnahme von Peter und der Wolf.

## Moderation
- 1997–2001: Aktiv Boxx, KiKA
- 2000: Juris Ferienboxx, KiKA[5]
- 2000: KiKA-Umzugsparty, KiKA[6]
- 2001–2004: Kikania, KiKA
- 2001: Die KiKA-Euro Show, KiKA[7]
- 2001: Beutolomäus' Adventsklatsch, KiKA[8]
- 2003: KiKA-Spezial: Gi'me 5, KiKA[9]
- 2003: KiKA-Spezial: Warum Krieg?, KiKA[10]
- 2003: gi'me 5 - die KI.KA-Party 2003, KiKA[11]
- seit 2004: KiKA Baumhaus, KiKA
- 2005: KiKA-Spezial: Nach der Flut, KiKA, KiKA[12]
- 2005: KiKA-Spezial: Kinder im Krieg, KiKA[13]
- 2005–2011: Mit-Mach-Mühle, KiKA[14]
- 2006: Amadeus, Amadeus - Die Mozart-Show, KiKA[15]
- 2006: BLÖDELhit!parade, KiKA[16]
- 2006: Eure Welt der Bücher, KiKA[17]
- 2007: Die KI.KA Geburtstagsshow, KiKA[18]
- 2001–2014: Trickboxx, KiKA